# Micropsectra klinki
Micropsectra klinki е насекомо от разред Двукрили (Diptera), семейство Хирономидни (Chironomidae). Този вид е ендемичен в Нидерландия.